# Декупер, Альфонс
Альфонс Декупер (фр. Alphonse Decuyper; 3 апреля 1877 — 7 июня 1937) — французский ватерполист, бронзовый призёр летних Олимпийских игр 1900.
На Играх Декупер входил в состав четвёртой французской команды. Не имея соперника в полуфинале, она сразу проходила в полуфинал, где её обыграла бельгийская сборная. Матч за третье место не проходил, и поэтому Декупер сразу получил бронзовую медаль.